# Prix Terre de France
Le prix Terre de France est un prix littéraire fondé en 1984 par les écrivains Yves Viollier et Régine Albert. Il récompense chaque année un ouvrage qui met en scène un terroir français afin de « donner à l'écriture d’un pays toute sa place dans le monde littéraire ».

## Histoire
Durant ses trois premières années, le prix est décerné, lors d'une cérémonie au Puy du Fou, à un manuscrit qui est ensuite publié aux Presses universitaires. En 1987, il se rattache à la Foire du Livre de Brive-la-Gaillarde et change de format, récompensant désormais un livre édité. En 2014, il déménage à nouveau, rejoignant la fête du livre de La Rochelle, avant de se fixer en 2017 à l'abbaye de Fontevraud. Ses présidents ont été Jacques Duquesne, Franz-Olivier Giesbert et depuis 2017, Étienne de Montety.
Son jury est constitué de Régine Albert, Michel Bernard, Marie-France Berthaud, Catherine Blanloeil, Laure Buisson, Michel Chamard, Clara Dupont-Monod, Franz-Olivier Giesbert, Jean-Joseph Julaud, Etienne de Montety, Bruno Retailleau, Yves Viollier.
D’abord associé à l’esprit d’une littérature dite de "l’école de Brive" (Signol, Bordes, Soumy, Chevrier), il a su évoluer pour couronner des livres éclectiques, sans perdre de vue la célébration d’une région de France (Jean-Baptiste Andrea, Jean Clair, Gwenaële Robert, Oriane Jeancourt-Galignani).
Au fil de son histoire, il a été décerné en partenariat avec successivement La Vie, La Montagne, France Bleu et enfin Ouest-France.

## Liste des lauréats
- 1984 - Louis Priser, Une poignée d’ajoncs
- 1985 - Édouard Roy, Une lumière dans la nuit,
- 1986 - Dominique Rebourg, L’hermine et le sable,
- 1987 - Patrick Chamoiseau, Chronique des sept misères
- 1988 - Michel Jeury, Le vrai goût de la vie,
- 1989 - Jean-Louis Magnon, Le vaste monde
- 1990 - Christian Signol, La rivière espérance
- 1991 - Gisèle Le Rouzic, Les mains de Jeanne-Marie
- 1992 - Marie-Thérèse Humbert, Un fils d’orage
- 1993 - Jean-Guy Soumy, Les fruits de la ville
- 1994 - Roger Bichelberger, Anioutka
- 1995 - Gilbert Bordes, Ce soir il fera jour
- 1996 - Gisèle Pineau, L’exil selon Julia
- 1997 - Bernard Blangenois, Une odeur de neige
- 1998 - Xavier Patier, La foire aux célibataires
- 1999 - Christian Liger, La nuit de Faraman
- 2000 - Jean-Claude Carrière, Le vin bourru
- 2001 - Michel Folco, En avant comme avant
- 2002 - Marc Dugain, Heureux comme Dieu en France
- 2003 - Alix de Saint-André, Ma Nanie
- 2004 - André Bucher, Le cabaret des oiseaux
- 2005 - Jean-Pierre Milovanoff, Le pays des vivants
- 2006 - Pascal Garnier, Comment va la douleur
- 2007 - Claude Duneton, La chienne de ma vie
- 2008 - Jean-Marie Borzeix, Jeudi Saint
- 2009 - Marie-Hélène Lafon, L’annonce
- 2010 - Anthony Palou, Fruits et légumes
- 2011 - Christian Oster, Rouler
- 2012 - Corinne Royer, La vie contrariée de Louise
- 2013 - Claudie Gallay, Une part de ciel
- 2014 - Jean-Marie Chevrier, Madame
- 2015 - non attribué
- 2016 - non attribué
- 2017 - Jean-Baptiste Andrea, Ma Reine
- 2018 - Gwenaële Barussaud-Robert, Le dernier bain
- 2019 - Jean Clair, Terre natale
- 2020 - Michel Bernard, Le bon sens
- 2021 - Éric Fottorino, Mohican
- 2022 - Oriane Jeancourt Galignani, Quand l'arbre tombe[4]
- 2023 - Cédric Sapin-Defour, Son odeur après la pluie[5]
- 2024 - Françoise Chandernagor, L'Or des rivières[6]

## Prix Terre de France - Ouest-France
En 2017, un prix des lecteurs a été adjoint au prix Terre de France en partenariat avec Ouest-France. Les lauréats sont :
- 2017 - Anne Michel, Matin d’écume
- 2018 - Hervé Jaouen, Sainte Zélie de la Palud
- 2019 - Jean-Loup Trassard, Verdure
- 2020 - Serge Joncour, Nature Humaine
- 2021 - Éric Fottorino, Mohican
- 2022 - Stéphane Émond, Argonne
- 2023 - Clara Arnaud, Et vous passerez comme des vents fous[5]
- 2024 - Françoise Chandernagor, L'Or des rivières[6]